# Yunnanilus jinxiensis
Yunnanilus jinxiensis és una espècie de peix de la família dels balitòrids i de l'ordre dels cipriniformes.

## Morfologia
- Cos recobert completament d'escates (llevat de l'àrea entre les aletes pectorals i pèlviques) i de 7,2 cm de llargària maxima.
- 10 radis tous a l'aleta dorsal i 7 a l'anal.
- 8 radis ramificats a l'aleta dorsal i 13-14 a la pectoral.
- Aleta caudal lleugerament dentada.
- Bufeta natatòria amb dues cambres.[2][4]

## Hàbitat i distribució geogràfica
És un peix d'aigua dolça, demersal i de clima tropical, el qual viu a la conca del riu Perla a Guangxi (la Xina).

## Observacions
És inofensiu per als humans.